# Ponota
Ponota ist ein Motu des Tabuaeran-Atolls der pazifischen Inselrepublik Kiribati.

## Geographie
Ponota ist ein Doppelmotu zusammen mit Vai-tepu im Nordsaum des Atolls. In diesem zerklüfteten Teil des Atolls sind nur wenige Motu namentlich benannt. Im Nordwesten schließt sich in etwa 2 km Entfernung der Inselteil Tawata von Tereitake an mit dem Metaua Point (⊙).